# صموئيل إتش. رامبو
صموئيل إتش. رامبو هو سياسي أمريكي، (و. 1843 – 1920 م).